# Роб Симонс
Роб Симонс (енгл. Rob Simmons; 19. април 1989) професионални је рагбиста и аустралијски репрезентативац, који тренутно игра за рагби јунион тим Квинсленд Редс.

## Биографија
Висок 200 цм, тежак 115 кг, Симонс је пре Редса играо за Ист Коаст Ексес, Квинсленд Каунтри и Санибанк. За "валабисе" је до сада одиграо 56 тест мечева и постигао 1 есеј.